# Templo de Lima (Perú)
El templo de Lima es uno de los templos construidos y operados por la Iglesia de Jesucristo de los Santos de los Últimos Días, ubicado en el distrito de La Molina, en la ciudad de Lima, capital del Perú. Es el número 38 construido por la iglesia, y el primero de cuatro templos construidos en el Perú. 

## Historia
Los templos de La Iglesia de Jesucristo de los Santos de los Últimos Días son construidos con el fin de proveer ordenanzas y ceremonias, consideradas sagradas para sus miembros y para quienes son necesarias para la salvación individual y la exaltación familiar. La doctrina SUD de los templos tiene su origen en 1832, dos años después de la organización de la iglesia, cuando su fundador y primer profeta José Smith recibiera lo que es considerada en el movimiento de los Santos de los Últimos Días como una revelación divina en la que el Señor Jesús le refiriera el deseo de la construcción de templos. En 1836, Smith y la iglesia completaron el templo de Kirtland, el primer templo SUD, en la ciudad de Kirtland, Ohio.
La primera congregación SUD fue organizada en el Perú en 1956, como parte de la misión con sede en Montevideo. Para 1979, la iglesia contaba con unos 30.500 miembros en Perú y unos 100.000 para la dedicación del templo en 1986. Para los miembros de la iglesia SUD, los templos y en las ordenanzas y ceremonias allí realizadas, es uno de los momentos donde se manifiesta el poder de la divinidad.

## Construcción
En la conferencia general de la iglesia SUD del 1 de abril de 1981, el presidente de la iglesia SUD en aquel entonces, Spencer W. Kimball anunció los planes de construir un templo en Perú y el templo de la Ciudad de Guatemala. La ceremonia de la primera palada fue el 11 de septiembre de 1982, presidida por el apóstol SUD Boyd K. Packer. El templo se construyó sobre 2 hectáreas de terreno, el exterior de granito peruano adatado de un diseño de seis pináculos, con cerca de 900 m² de construcción. El interior del templo cuenta con cuatro salones para las ordenanzas SUD y tres salones de sellamientos matrimoniales.
La construcción del templo comenzó con una ceremonia celebrando la primera palada el 11 de septiembre de 1982, en un terreno de 9600 pies cuadrados (891,9 m²), presidida por autoridades locales. Al día siguiente se realizaron las ceremonias de la primera palada del templo de la Ciudad de Guatemala, la segunda vez que dos templos recibieron la primera palada en días subsiguientes. Previo a ello, la iglesia realizó la primera palada de dos templos en dos días a favor del templo de Nukualofa y el templo de Apia en el sur del Pacífico, el 18 y 19 de febrero de 1981, respectivamente. El hito se volvió a repetir en 1998 con el templo de Campinas y el Templo de Porto Alegre, Brasil.

## Dedicación
El templo SUD de la ciudad de Lima, fue dedicado para actividades eclesiásticas del 10 al 12 de enero de 1986, por Gordon B. Hinckley, en ese entonces, miembro de la Primera Presidencia de la iglesia SUD. Anterior a ello, del 11-28 de diciembre de 1985, la iglesia permitió un recorrido público de las instalaciones y del interior del templo al que asistieron unas 24.500 personas. Al momento de su dedicación, el templo de Lima servía a mormones viviendo en Bolivia y Perú, hoy en día sirve a más de 400.000 miembros de la iglesia SUD sólo en Perú.